# Prukljansko jezero
Prukljansko jezero (także Prokljansko jezero) – jezioro w Chorwacji, w Dalmacji, w regionie Ravni kotari.

## Opis
Jest położone na terenie Parku Narodowego Krka, 5,5 km od Szybenika, w dolnym biegu rzeki Krka. Zajmuje powierzchnię 11,1 km². Jego wymiary to 6,7 × 2,8 km. Do jeziora dociera woda morska, w związku z czym na jego dnie woda jest słona – stężenie soli wynosi ok. 35‰. Z portem morskim w Szybeniku jezioro jest połączone Prukljanskim kanalem. Na jeziorze położona jest wysepka Stipanac.